# Богдано-Надеждовский сельский совет
Богдано-Надеждовский сельский совет (укр. Богдано-Надеждівська сільська рада) — входит в состав
Пятихатского района
Днепропетровской области
Украины.
Административный центр сельского совета находится в 
с. Богдано-Надеждовка.

## Населённые пункты совета
- с. Богдано-Надеждовка
- с. Калиновка
- с. Культура
- пос. Мирное
- с. Миролюбовка
- с. Полтаво-Боголюбовка